# Technologizacja dyskursu
Technologizacja dyskursu (ang. technologization of discourse) – pojęcie stworzone przez Normana Fairclougha na oznaczenie sytuacji, w których aktywni uczestnicy dyskursu są świadomi jego istnienia i rozmaitymi metodami usiłują wpłynąć na jego kształt, by dotrzeć z przekazem i wpłynąć nim na jak największą liczbę odbiorców. Innymi słowy, technologizacja dyskursu to narastająca współcześnie tendencja do kodyfikowania semiozy, do instrumentalnego projektowania i przeprojektowywania semiotycznych obiektów.
Technologizacja dyskursu powiązana jest zazwyczaj ze strategicznymi celami dominujących grup społecznych, które pragną poprzez dyskurs osiągnąć wymierne ideologiczne efekty. Technologizacja przyczynia się do powstania ujednoliconych standardów w praktykach dyskursywnych. Z drugiej strony może też prowadzić do kryzysu zaufania, potęgować nieszczerość dyskursu, wzmagać cynizm. Będzie się tak działo, gdy odbiorcy dyskursu zdadzą sobie sprawę, że nie jest on spontaniczny, lecz zaplanowany.
W praktyce społecznej technologizacja dyskursu sprowadza się zazwyczaj do
1) badania dyskursywnych praktyk instytucji i organizacji,
2) przeprojektowywania tych praktyk tak, by pasowały do celów ustanawianych przez biurokratów i menedżerów, oraz
3) trenowania personelu w tychże praktykach.

## Przykłady
Z technologizacją dyskursu mamy między innymi do czynienia, gdy:
- uczelnia projektuje broszurkę reklamową z zamiarem przyciągnięcia jak największej liczby studentów i ze świadomością, że konkuruje pod tym względem z innymi uczelniami (Fairclough wykorzystał ten przykład w swoim artykule[1])
- dział HR w korporacji przygotowuje skrypty, zgodnie z którymi rekruterzy mają przeprowadzać rozmowy z osobami starającymi się o pracę
- polityk pisze przemówienie ściśle pod kątem określonych grup społecznych